# Sexualidad infantil
La sexualidad infantil es una de las formas comprendidas en la sexualidad humana, el desarrollo de la sexualidad es una parte integral del desarrollo y la maduración de los niños. Una variedad de actividades sexuales sensacionales, emocionales y consecuentes que pueden ocurrir antes o durante la pubertad temprana, pero antes de que se establezca la madurez sexual completa. El desarrollo de la sexualidad infantil está influenciado por aspectos sociales y culturales; la percepción del desarrollo de la sexualidad infantil está aún más fuertemente influenciada por los aspectos culturales. El concepto de sexualidad infantil también jugó un papel importante en el psicoanálisis clásico.

## Historia
La evolución humana de los sistemas sociales parece favorecer las relaciones de parentesco entre adultos y niños, lo que implica culturas destinadas a proteger a los niños del daño. Las culturas y las religiones codificaron estos principios en reglas en las que los niños aprenden a controlar sus funciones corporales naturales complaciendo públicamente a los adultos y explorando en privado el mundo y poniendo a prueba los límites de la tolerancia de los adultos.

### Culturas antiguas
Los adultos se sienten atraídos por los niños de varias maneras. En algunas culturas, como la Antigua Grecia, los adultos se manejaban de una manera que hoy se consideraría abuso infantil. En las tradiciones del confucianismo, como en el humanismo, la actividad sexual y la educación sexual generalmente están menos reguladas, pero a menudo se consideran un asunto privado, por lo que discutirlo puede ser de "muy mal gusto".

### Cristianismo
En Europa occidental, la religión predominante era el catolicismo y teólogos como el obispo Agustín de Hipona consideraban al orgasmo como un pecado. Más tarde, los teólogos amplificaron esta idea y en la época medieval se instó a los clérigos a interrogar a los laicos y, si andaban mal, castigarlos por un régimen de penitencia supervisada y una dieta de pan y agua bendita durante semanas o meses (en el siglo VI, las tablas de penitencia irlandesas de San Columbano prescribieron 20 días).
Dentro de las tradiciones cristianas más amplias, el sexo de cualquier tipo, excepto para el propósito deliberado de la concepción, fue dicho diversamente por los clérigos que puede causar ceguera, sordera y confusión mental, así como la condenación eterna del alma del pecador si no se confesó completamente (en el catolicismo).

### Islam
En el Islam, la mezcla entre hombres y mujeres es fuertemente desaconsejada, especialmente cuando es privada. Aunque no se permite tocar y besar a personas ajenas a su familia inmediata, se fomenta cierta socialización para que los hombres y las mujeres puedan conocerse mutuamente (Surah Al-Hujurat) mientras no haya obscenidades, conmovedores, reuniones secretas o flirteo.

### Tiempos modernos
Poco se sabe de la sexualidad infantil antes de la Era de la Ilustración, pero se presume (considerando el número de sirvientes necesarios para administrar grandes hogares y el diseño simple de hogares ordinarios) que muchos niños habrían observado la actividad sexual como un fenómeno frecuente y natural. En el siglo XIX, con la llegada de la industrialización y la alfabetización, la represión sexual parece haberse institucionalizado y la actividad extramarital generalmente se criminaliza hasta el punto en que las parejas recién casadas tienen dificultades para lograr la consumación de su matrimonio.

### Freud
Hasta que Sigmund Freud publicó sus Tres ensayos sobre teoría sexual en 1905, los niños a menudo se consideraban asexuales, sin sexualidad hasta su posterior desarrollo. Freud fue uno de los primeros investigadores en estudiar seriamente la sexualidad infantil. Si bien sus ideas, como el desarrollo psico-sexual y el complejo de Edipo, han sido rechazadas, reconocer la existencia de la sexualidad infantil fue un cambio significativo. Los niños son naturalmente curiosos acerca de sus cuerpos y funciones sexuales: se preguntan de dónde vienen los bebés, notan las diferencias anatómicas entre hombres y mujeres, y muchos se involucran en el juego genital o la masturbación. El juego sexual infantil incluye exhibir o inspeccionar los genitales. Muchos niños participan en juegos sexuales, generalmente con hermanos o amigos. El juego sexual con otras personas generalmente disminuye a medida que los niños pasan los primeros años en la escuela primaria, pero aún pueden tener un interés romántico en sus compañeros. Los niveles de curiosidad permanecen altos durante estos años, aumentando en la pubertad (aproximadamente en la adolescencia) cuando se produce el principal aumento en el interés sexual.

### Situación contemporánea
En la última parte del siglo XX, la liberación sexual probablemente surgió en el contexto de una explosión cultural masiva en los Estados Unidos de América tras la agitación de la Segunda Guerra Mundial y la gran cantidad de medios audiovisuales distribuidos en todo el mundo por los nuevos medios electrónicos y la tecnología. Los niños son aptos para obtener acceso y ser influenciados por el material, a pesar de la censura y el software de control de contenido.